# نهر آن (نيوزيلندا)
نهر آن هو نهر صغير يقع في كانتربيري - نيوزلندا ،نيوزيلندا. حيث يرتفع بالقرب من آن سادل ويتدفق شرقا ثم شمالا لحوالي 6 كيلومترات (4 ميل) حتى يلتقي بنهر هنري، وهو أحد روافد نهر واياو. ويتبع مسار سانت جيمس وهو مسار متعرج يتبع نهر آن على طوله وتقع آن هاتس بالقرب من فم النهر.

## الموقع
- — Head
- — Mouth